# Liste des béatifications prononcées par Pie X
Cette page dresse la liste des personnes béatifiées par le pape Pie X.
Le pape Pie X (4 août 1903 - 20 août 1914) a procédé aux béatifications suivantes :

## 1904
| N° | Image | Bienheureux         | Date de béatification | Lieu de béatification                   | Informations |
| -- | ----- | ------------------- | --------------------- | --------------------------------------- | --- |
| 1. |       | Étienne Pongrácz    | 1er novembre 1904     | Basilique Saint-Pierre, Cité du Vatican | (1582-1619), prêtre hongrois de la compagnie de Jésus, torturé et assassiné par des soldats calvinistes lors des conflits interreligieux en Europe centrale (canonisé le 2 juillet 1995). |
| 2. |       | Melchior Grodziecki | 1er novembre 1904     | Basilique Saint-Pierre, Cité du Vatican | (1584-1619), prêtre polonais de la compagnie de Jésus, Torturé puis exécuté pour avoir soutenu les catholiques de Cassovie (canonisé le 2 juillet 1995).                                  |
| 3. |       | Gaspard del Bufalo  | 18 decémbre 1904      | Basilique Saint-Pierre, Cité du Vatican | (1786-1837), prêtre italien, fondateur de la congrégation des missionnaires du Précieux-Sang (canonisé le 12 juin 1954).                                                                  |
| 4. |       | Stéphane Bellesini  | 27 décembre 1904      | Basilique Saint-Pierre, Cité du Vatican | (1774-1840), prêtre italien de l'ordre de Saint-Augustin. |

## 1905
| 1. |  | Cassien de Nantes | 1er janvier 1905 | Basilique Saint-Pierre, Cité du Vatican | (1607-1638), religieux de l'ordre des Frères mineurs capucins, martyrisé en Éthiopie.                                    |
| 2. |  | Marc Krizin       | 15 janvier 1905  | Basilique Saint-Pierre, Cité du Vatican | (1589-1619), prêtre croate, professeur de théologie et missionnaire, assassiné pour sa foi (canonisé le 2 juillet 1995). |

## 1906
| 1. |  | Julie Billiart                 | 13 mai 1906 | Basilique Saint-Pierre, Cité du Vatican | (1751-1816), religieuse française, fondatrice de la congrégation religieuse enseignante des Sœurs de Notre-Dame de Namur (canonisée le 22 juin 1969). |
| 2. |  | 8 des 117 Martyrs du Viêt Nam  | 20 mai 1906 | Basilique Saint-Pierre, Cité du Vatican | personnes persécutées et mortes pour leur foi au Viêt Nam.                                                                                            |
| 3. |  | Bonaventure de Barcelone       | 21 mai 1906 | Basilique Saint-Pierre, Cité du Vatican | (1620-1684), religieux espagnol de l'ordre des Frères mineurs.                                                                                        |
| 4. |  | Jérôme Hermosilla              | 26 mai 1906 | Basilique Saint-Pierre, Cité du Vatican | (1800-1861), prêtre et évêque espagnol de l'ordre des frères prêcheurs, il est arrêté et exécuté pour avoir refusé de piétiner une croix.             |
| 5. |  | Les 16 carmélites de Compiègne | 27 mai 1906 | Basilique Saint-Pierre, Cité du Vatican | seize religieuses carmélites mortes martyrisées en France.                                                                                            |

## 1907
| 1. |  | Zdislava de Lemberk | 28 août 1907 | Basilique Saint-Pierre, Cité du Vatican | (1215-1252), laïque tchèque, membre du Tiers Ordre dominicain (canonisée le 21 mai 1905) |

## 1908
| 1. |  | Gérard Cagnoli          | 13 mai 1908     | Basilique Saint-Pierre, Cité du Vatican | (1267-1342), italien religieux et ermite de l'ordre des Frères mineurs. |
| 2. |  | Gabriel de l'Addolorata | 30 mai 1908     | Basilique Saint-Pierre, Cité du Vatican | (1838-1862), laïc italien, novice au sein de la Congrégation de la Passion de Jésus-Christ (canonisé le 13 mai 1920 ; saint patron des jeunes catholiques d’Italie et des Abruzzes). |
| 3. |  | Jean de Ruysbroeck      | 9 décember 1908 | Basilique Saint-Pierre, Cité du Vatican | (1293,1381), religieux de la congrégation des chanoines réguliers de saint Augustin, impliquée dans le courant de la mystique rhéno-flamande.                                        |

## 1909
| 1. |  | Joseph Zhang Dapeng            | 12 février 1909 | Basilique Saint-Pierre, Cité du Vatican | (1754-1815), laïc et catéchiste chinois, martyr.                                                                                     |
| 2. |  | Bartolomé Fanti                | 18 mars 1909    | Basilique Saint-Pierre, Cité du Vatican | (1428-1495), religieux italien de l'ordre du carmel. Il participe à la réforme du Carmel.                                            |
| 3. |  | Jeanne d'Arc                   | 18 avril 1909   | Basilique Saint-Pierre, Cité du Vatican | (1412-1431), laïque française, héroïne de l'histoire de France (canonisée le 16 mai 1920 ; sainte patronne secondaire de la France). |
| 4. |  | 20 des 117 Martyrs du Viêt Nam | 2 mai 1909      | Basilique Saint-Pierre, Cité du Vatican | personnes persécutées et mortes pour leur foi au Viêt Nam.                                                                           |

## 1911
| 1. |  | Jacques de Viterbe    | 11 juin 1911    | Basilique Saint-Pierre, Cité du Vatican | (1255-1307), prêtre, évêque et théologien italien de l'ordre de Saint Augustin. |
| 2. |  | Bonaventure Tornielli | 6 décembre 1911 | Basilique Saint-Pierre, Cité du Vatican | (1410-1491), religieux italien de l'ordre des Servites de Marie                 |

## 1912
| 1. |  | Michele Carcano | 9 octobre 1912 | Basilique Saint-Pierre, Cité du Vatican | (1427-1484), religieux italien de l'ordre des Frères mineurs, fondateur de l'hôpital Sainte-Anne de Côme (it) et promoteur du système de prêt sur gage du mont-de-piété. |